# Каримов, Сафарали Имомалиевич
Сафарали Имомалиевич Каримов (тадж. Сафарали Каримов, 17 ноября 1988) — таджикский футболист, выступающий на позиции защитника за Регар-ТадАЗ. Мастер спорта Таджикистана.

## Карьера
Футболом начал заниматься в ДЮСШ города Куляба, когда ему было десять лет. Его первым тренером был Сафар Рахмонов. Каримов свою футбольную карьеру начинал в кулябском «Равшане», затем продолжил играть в команде «Телеком» города Курган-Тюбе. В регарскую команду перешёл в 2008 году. Стал чемпионом страны в 2008 году, дважды, в 2008 и 2009 году становился обладателем Кубка Президента АФК, обладателем Кубка Таджикистана 2011 года и удостоился звания мастера спорта Республики Таджикистан. В 2013 году выходил на поле в 4 матчах «Регара» на кубок АФК.
10 мая 2013 года во время перенесённого матча против «Истаравшана», Каримов вырвал флажок у бокового арбитра Хабибулло Нарзуллоева и ударил его. 13 мая КДК ФФТ дисквалифицировал игрока на 1 год и оштрафовал на 5000 сомони. 30 мая Апелляционный комитет Федерации футбола Таджикистана сократил дисквалификацию до 4 матчей.
За сборную Таджикистана сыграл три матча. Впервые был вызван в неё в 2007 году.